# Kierinkijärvi
Kierinkijärvi är en sjö i kommunen Sodankylä i landskapet Lappland i Finland. Arean är 40 hektar och strandlinjen är 7,29 kilometer lång. Sjön  ingår i Kemi älvs huvudavrinningsområde.   Den ligger omkring 85 kilometer norr om Rovaniemi och omkring 790 kilometer norr om Helsingfors. 